# 久保憲司
久保 憲司（くぼ けんじ、1964年 - ）は、日本の写真家・音楽評論家・オルガナイザー。大阪府出身。東京都在住。

## 経歴
1980年代からイギリスに渡り、ニューウェーブやマンチェスター・ムーブメント、初期のレイヴを体験した日本の音楽関係者の一人である。その頃、カルチャー・クラブの「チャーチ・オブ・ザ・ポイズン・マインド」のPVに出演した。
ロック・フォトグラファーとして、これまでにビースティ・ボーイズ、カート・コバーン、マイ・ブラッディ・ヴァレンタイン、プライマル・スクリーム、ストーン・ローゼズなどの写真を手がける。
音楽ライターとしては、『bounce』、『クロスビート』、『ミュージック・マガジン』、『rockin'on』などに寄稿してきた。
海外クラブシーンを再現した「Club Venus」をオーガナイズ。アンダーワールドのダレン・エマーソンやジェフ・ミルズらDJを招聘し、日本のクラブシーンに影響を与えた。
2012年、伊藤英嗣との共著『ザ・ストーン・ローゼズ ロックを変えた1枚のアルバム』が刊行される。
2013年6月16日、「レイシストをしばき隊」（しばき隊、現「対レイシスト行動集団」）の一員として東日本旅客鉄道（JR東日本）新宿駅東口で行われた「在日特権を許さない市民の会」（在特会）主催の反韓デモで、在特会の会員との間で乱闘騒ぎを起こしたとして在特会会長の桜井誠らと共に警視庁に暴行の現行犯で逮捕されたが、48時間後釈放され不起訴処分となった。久保は自らのTwitter公式アカウントにおいて「しばき隊」における活動の様子を公表している。
2013年12月現在、写真家事務所「Showcase Management」に所属している。
2015年10月より、WEBマガジン「久保憲司のロック・エンサイクロペディア」にて連載中。

## 著書

### 単著
- 『ロックの神様』（マーブルトロン、2004年）ISBN 4123900674
- 『ダンス・ドラッグ・ロックンロール 誰も知らなかった音楽史』（シーディージャーナル、2012年）ISBN 4861710944
- 『ダンス・ドラッグ・ロックンロール2 "写真で見る"もうひとつの音楽史』（シーディージャーナル、2013年）ISBN 4861711061
- 『loaded』（日販アイ・ピー・エス、2013年）ISBN 4907276079
- 『ダンス・ドラッグ・ロックンロール・ディスクガイド クボケンが語り尽くすロック・アルバム66枚』（シーディージャーナル、2014年）ISBN 978-4861711244
- 『久保憲司のロック千夜一夜』（シンコーミュージック・エンタテイメント、2016年）ISBN 978-4401640188
- 『スキゾマニア』（タバブックス〈ウィッチンケア文庫〉、2017年）ISBN 978-4907053178

### 共著
- 『ザ・ストーン・ローゼズ ロックを変えた1枚のアルバム』（伊藤英嗣と共著、イースト・プレス、2012年）ISBN 4781608272